# 平井義人
平井 義人（ひらい よしと、1943年 - ）は、日本の歯科医師・歯学者。元東京歯科大学保存修復学講座教授。元日本レーザー歯学会理事長。

## 経歴
1970年に東京歯科大学を卒業。1997年より同大学教授に就任。

## 著作
- 平井義人 著「4章 グラスアイオノマーセメント修復 4 5級窩洞・5 予後/7章 セラミック修復 8 予後」、加藤喜郎、小野瀬英雄 編『カラーアトラス 保存修復の臨床』（第2版）医歯薬出版、1996年4月。ISBN 978-4-263-45325-4。
- 平井義人 他 著、猪越重久、日野浦光、安田登 編『わかる・できる 接着』医歯薬出版〈月刊「歯界展望」別冊〉、1997年11月。 NCID BA35965663。
- 平井義人 他 著、伊藤公一、高橋英登、宮地建夫、向井美惠、安井利一、小野芳明、齊藤力、鈴木尚 編『歯と口の健康百科 家族みんなの健康のために』医歯薬出版、1998年7月。ISBN 978-4-263-45400-8。
- 小野瀬英雄、井上廣、平井義人、田中久義 編『保存修復学』（第4版）医歯薬出版、2000年3月。ISBN 978-4-263-45463-3。
- 平井義人 他 著、日本接着歯学会 編『接着歯学 Minimal Interventionを求めて』医歯薬出版、2002年4月20日。ISBN 978-4-263-44135-0。
- 平井義人 著「第II編 歯科医療事故の予防と対策 第3章 診察処置時の留意点 5.処置 6)歯牙切削」、青柳公夫、鈴木俊夫、夏目長門 編『歯科医療事故予防学』医歯薬出版、2003年6月。ISBN 978-4-263-44154-1。
- 平井義人 他 著、千田彰、寺下正道、田上順次、片山直 編『保存クリニカルガイド』医歯薬出版、2003年7月。ISBN 978-4-263-45566-1。

- 平井義人、伊藤公一、戸田忠夫 編『歯科保存マニュアル』（第4版）南山堂、2006年2月。ISBN 4525820144。
- 平井義人、寺中敏夫、寺下正道、千田彰 編『保存修復学』（第5版）医歯薬出版、2007年4月10日。ISBN 978-4-263-45606-4。
- 平井義人、千田彰、津田忠政 編『症例でみる歯科用レーザーの有効活用』ヒョーロン・パブリッシャーズ〈日本歯科評論増刊〉、2008年10月1日。 NCID BA87419713。
- 平井義人 他 著、千田彰、寺下正道、田上順次、奈良陽一郎、宮崎真至、片山直 編『保存修復クリニカルガイド』（第2版）医歯薬出版、2009年11月10日。ISBN 978-4-263-45633-0。

## 所属団体
- 日本歯科医学会
  - 日本歯科保存学会 名誉会員[3]
  - 日本接着歯学会 名誉会員[4]
  - 日本レーザー歯学会 元理事長[1]
- 日本歯科色彩学会 元理事[5]。
- 人間歯科人間工学会 名誉会員[6]